# Медархой
Медархой (чечен. Меда) — покинутый аул в Итум-Калинском районе Чеченской Республики.

## География
Расположен на правом берегу реки Мулкойэхк, у южного склона хребта Гумуртайкорт, к северо-западу от районного центра Итум-Кали.
Ближайшие населённые пункты и развалины бывших сёл: на северо-востоке — бывшие аулы  Боуторхой, Энисты и Басхой, на северо-западе — бывшие аулы Калгой и Джанайхой, на юге — бывший аул Узматкалой, на юго-востоке —  село Гухой и бывший аул Саирой, на юго-западе — аул Хурикой.